# マチェイ・コット
マチェイ・コット（Maciej Kot、1991年6月9日）はポーランド、マウォポルスカ県リマノヴァ出身の男子スキージャンプ選手である。

## プロフィール
2008年のノルディックスキージュニア世界選手権では団体戦で銅メダルを獲得、翌2009年の同大会では個人銀、団体銅メダルを獲得した。トルコのエルズルムで開催された2011年冬季ユニバーシアードに出場し、ラージヒル個人とノーマルヒル個人で銀メダル、ノーマルヒル団体で銀メダルを獲得した。
2012年のスキージャンプ・サマーグランプリで2勝をあげて総合5位と躍進、2012-2013シーズンは2013年ノルディックスキー世界選手権代表に選ばれてピオトル・ジワ、ダヴィド・クバッキ、カミル・ストッフと組んだラージヒル団体で銅メダルを獲得した。シーズン総合は18位となった。